# Décès en 865
Décès
- 861
- 862
- 863
- 864
- 865
- 866
- 867
- 868
- 869

Cette page dresse une liste de personnalités mortes au cours de l'année 865 :
- 3 février : Anschaire, archevêque de Hambourg et de Brême.
- 26 avril : Paschase Radbert, théologien, abbé de Corbie[1].
- novembre : Rorgon II du Maine, comte du Maine.
- 11 novembre : Petronas, magistros et patrice, il dirige les corps d'élite de la Scholae et de la Vigla.
- 16 décembre : Évrard de Frioul[2].

- Æthelberht, roi du Wessex[3].

## Crédit d'auteurs
- Cet article est partiellement ou en totalité issu de l'article intitulé « 865 » (voir la liste des auteurs).